# دیانا فن در پلاتز
دیانا فن در پلاتز (به انگلیسی: Diana van der Plaats) (زادهٔ ۱۲ اوت ۱۹۷۱) شناگر اهل هلند است.